# مايك غراهام
مايك غراهام (بالإنجليزية: Mike Graham)‏ هو مصارع محترف أمريكي، ولد في 20 سبتمبر 1951 في تامبا في الولايات المتحدة، وتوفي في 19 أكتوبر 2012 في دايتونا بيتش في الولايات المتحدة.

## روابط خارجية
- مايك غراهام على موقع CageMatch worker (الإنجليزية)
- مايك غراهام على موقع قاعدة بيانات المصارعة على الإنترنت (الإنجليزية)
- مايك غراهام على موقع عالم المصارعة على الإنترنت (الإنجليزية)